# Två blåbär (musikgrupp)
Två Blåbär var en svensk hiphopgrupp som bildades i början av 1990-talet av Matias Vangsnes och Michael Krikorev. Gruppen var den första som släppte musik via Redline Records. Materialet som släpptes på etiketten  Redline Records ligger numera på skivbolaget Playground Music Scandinavia. Namnet kommer från ett uttalande som Gordon Cyrus gjorde under en frukost med Matias och Michael i stil med "ni beter er ju som två blåbär".[källa behövs]
Låten "Vill Inte" finns med i soundtracket till den svenska filmen Nattbuss 807.

## Diskografi
- Tick Tick Boom/Kom Igen Då! (1995) (12" Singel) (Sweden Music Polar Music) (500 Exemplar)
- Jag Vill Dö Idag (CD Singel) (1996) (Redline Records - MRCDS 2806)
- Radhuseffekten (Husen Som Gud Glömde) (1996) (CD Singel) (Redline Records - MRCDS 2787))
- Du Är Inte Ensam (1996) (CD) (Redline Records))